# 소브리노 데 보틴

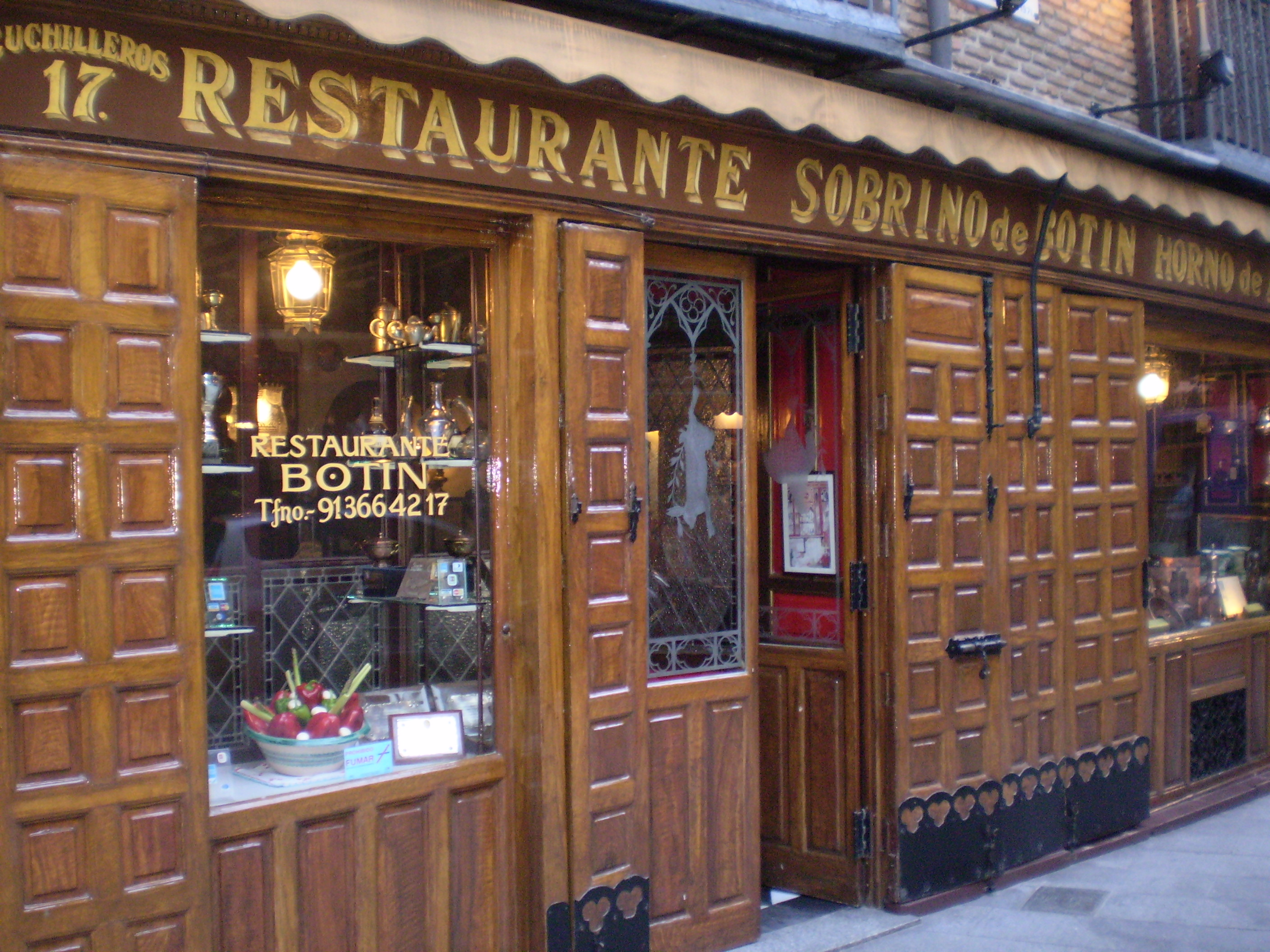
소브리노 데 보틴

소므리노 드 보틴(스페인어: Sobrino de Botín)은 스페인 마드리드에 있는 식당이다. 1725년에 설립되었으며, 기네스북에 가장 오래된 식당으로 등록되어 있다. 이 식당의 본래 이름은 카사 보틴이었지만, 칸디도 레미스(candido remis)에 의해 이름이 소브리노 데 보틴으로 바뀌었다.